# Fa (Aude)
Fa ist eine Ortschaft und eine ehemalige französische Gemeinde mit 354 Einwohnern (Stand: 1. Januar 2022) im Département Aude in der Region Okzitanien. Sie gehörte zum Arrondissement Limoux und zum Gemeindeverband Pyrénées Audoises. 
Mit Wirkung vom 1. Januar 2019 wurden die ehemaligen Gemeinden Fa und Rouvenac zur Commune nouvelle Val-du-Faby zusammengeschlossen und haben in der neuen Gemeinde der Status einer Commune déléguée. Der Verwaltungssitz befindet sich im Ort Fa.

## Geografie
Der Ort Fa liegt 55 Kilometer östlich von Foix und etwa 40 Kilometer südlich von Carcassonne. Das Gebiet umfasst einen Abschnitt des Hochplateaus zwischen den Flusstälern von Hers und Aude, die auf dem Weg aus den Pyrenäen nach Norden zahlreiche Bergrücken zerschneiden. Im Norden verläuft das Tal des Ruisseau de Fa (auch Faby genannt), im Süden das Tal des Ruisseau de Brézilhou. Beide Flüsse münden etwas weiter östlich in die Aude. Zwischen die Flusstäler schieben sich Hügelketten, die Höhen von über 500 m erreichen, während das Dorf Fa auf etwa 270 m im Talboden liegt. Im äußersten Südosten reicht die Gemarkung bis an die 80 m hohe Abbruchkante des Aude-Tales. Zu Fa gehören die Ortsteile Les Lanies, Les Sauzils und Ramounichoux. Fa grenzte an die Gemeinden La Serpent im Norden, Antugnac im Nordosten, Espéraza und Campagne-sur-Aude im Osten, Quillan im Süden sowie Rouvenac im Westen.

## Bevölkerungsentwicklung
| Jahr      | 1962 | 1968 | 1975 | 1982 | 1990 | 1999 | 2010 | 2016 |
| Einwohner | 382  | 317  | 294  | 301  | 276  | 299  | 366  | 366  |

Im Jahr 1836 wurde mit 674 Bewohnern die bisher höchste Einwohnerzahl ermittelt. Die Zahlen basieren auf den Daten von cassini.ehess.

## Weinbau
Im Norden der Gemeinde verfügt Fa über ein kleines Weinanbaugebiet an den nach Süden und Südosten offenen Hängen des Fabytales.  Die Trauben gehen in die Herstellung von Schaumweinen der Appellationen Blanquette de Limoux, Crémant de Limoux und Blanquette méthode ancestrale.

## Sehenswürdigkeiten
- Kirche Saint-Loup-de-Sens
- Reste eines quadratischen Wehrturms aus dem 12. Jahrhundert, Monument historique[3]

## Wirtschaft und Infrastruktur
In Fa sind 23 Landwirtschaftsbetriebe ansässig (acht Winzer, Anbau von Getreide, Ölsaaten, Gemüse, Gewürzpflanzen und Obst, Zucht von Rindern und Geflügel).
Durch den Ort Fa führt die Fernstraße D 12 von Chalabre nach Espéraza. In Espéraza besteht ein Anschluss an die Fernstraße D 118 nach Carcassonne. Der zwei Kilometer von Fa entfernte Bahnhof Espéraza liegt an der Bahnstrecke von Carcassonne nach Rivesaltes.

## Belege
1. ↑  Erlass der Präfektur No. SPL-2018-028 zur Bildung der Commune nouvelle Val-du-Faby vom 5. Dezember 2018. (Memento des Originals vom 11. Januar 2019 im Internet Archive)  Info: Der Archivlink wurde automatisch eingesetzt und noch nicht geprüft. Bitte prüfe Original- und Archivlink gemäß Anleitung und entferne dann diesen Hinweis.
2. ↑  Fa auf cassini.ehess
3. ↑  Eintrag in der Base Mérimée des Kulturministeriums. Abgerufen am 10. Februar 2015 (französisch).
4. ↑  Landwirtschaftsbetriebe auf annuaire-mairie.fr (französisch)